# Buzuluksky (huyện)
Huyện Buzuluksky (tiếng Nga: ? райо́н) là một huyện hành chính tự quản (raion), của Tỉnh Orenburg, Nga. Huyện có diện tích 3784 kilômét vuông. Trung tâm của huyện đóng ở Buzuluk.